# Hamburger Hof

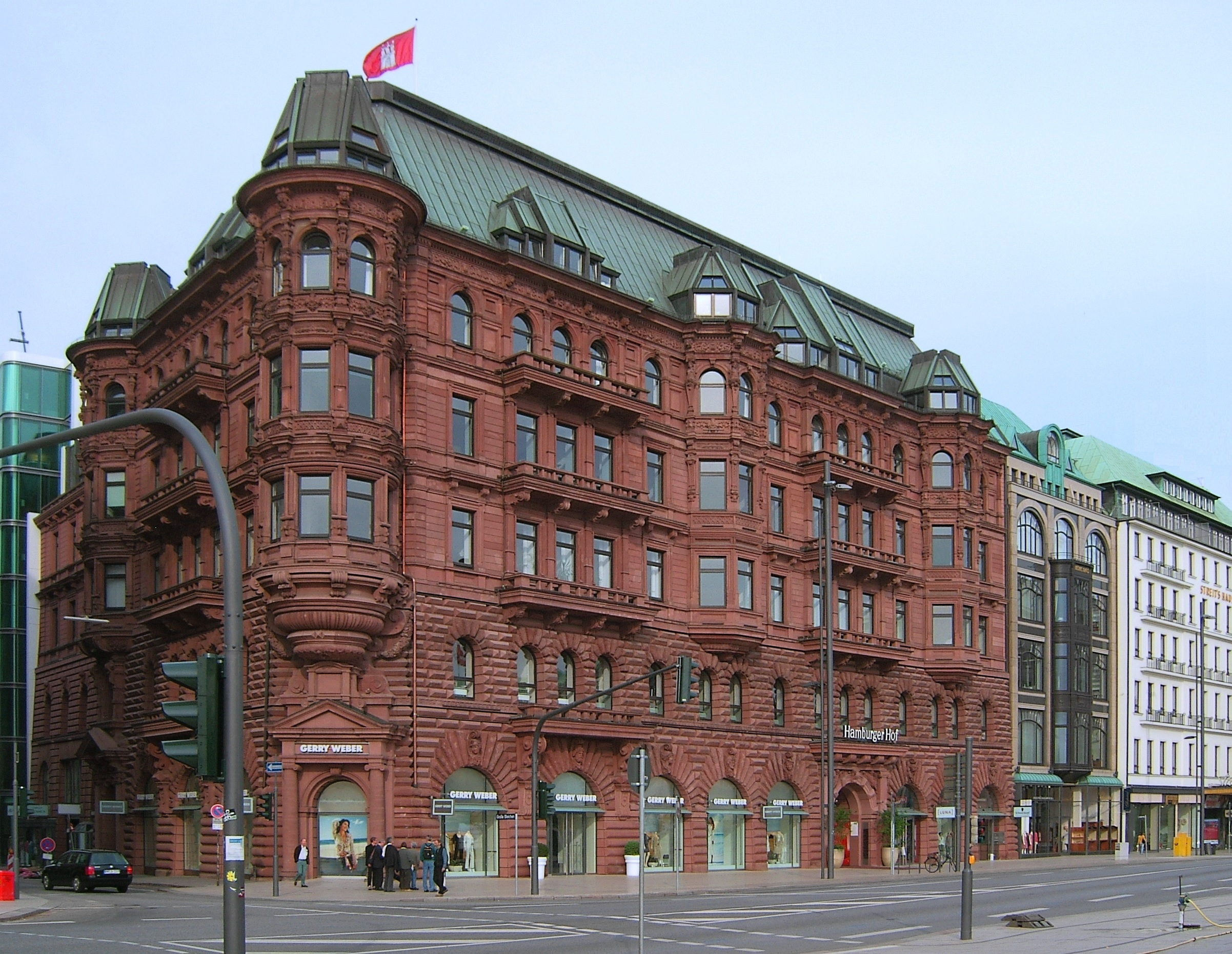
Der Hamburger Hof

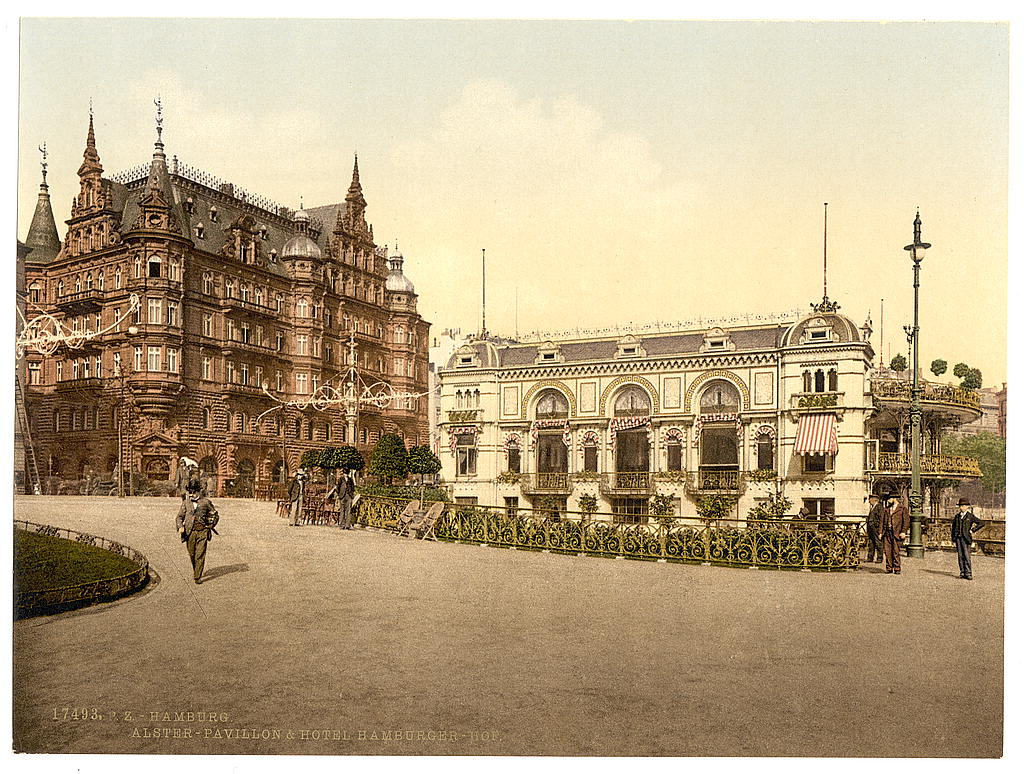
Der Hamburger Hof mit reich gestalteten Giebeln und Dach um 1900 mit dem Alsterpavillon rechts

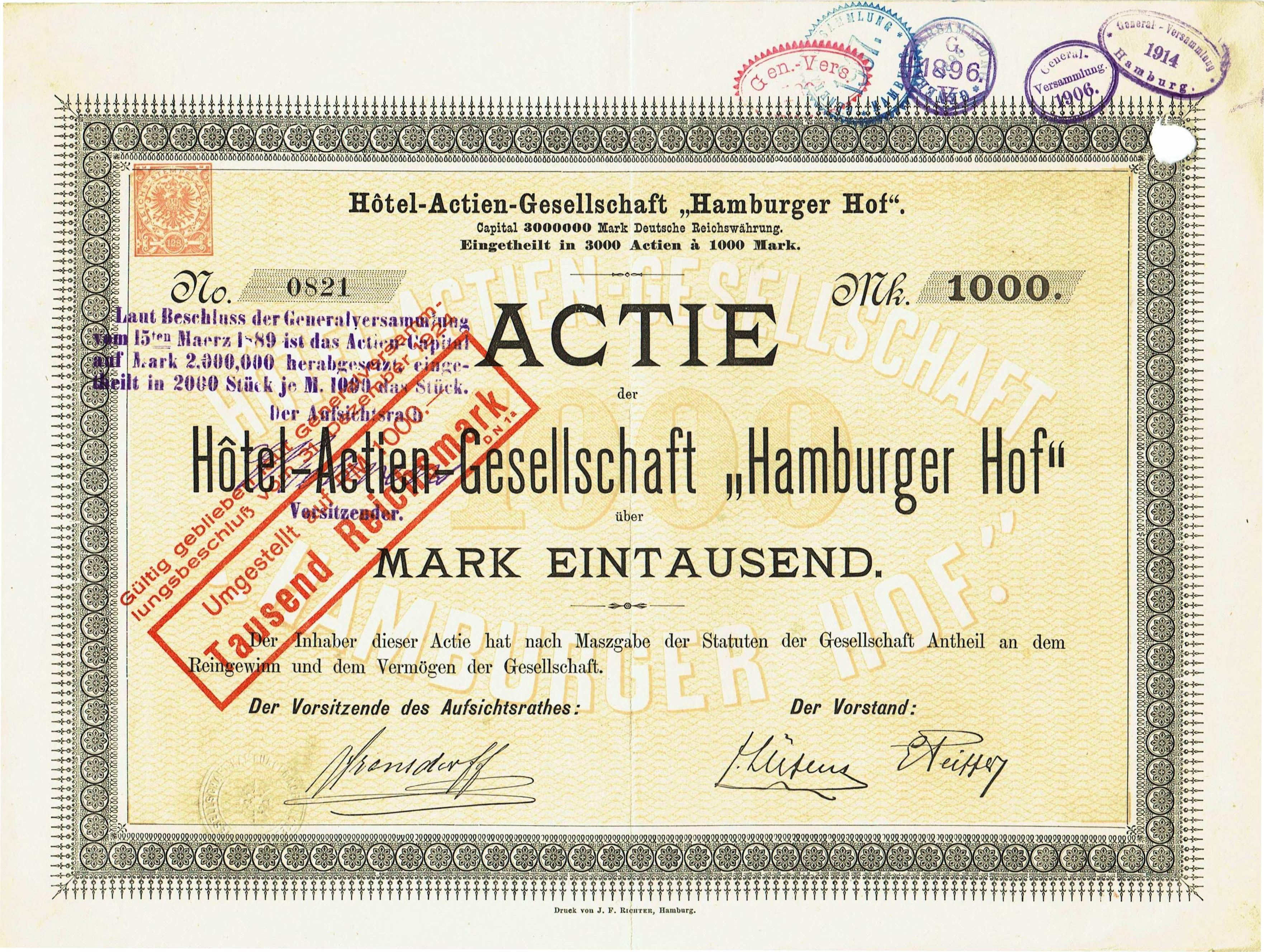
Gründeraktie der Hotel-AG „Hamburger Hof“ von 1881

Hamburger Hof ist der Name eines Gebäudes am Jungfernstieg in Hamburg und einer darin liegenden Einkaufspassage.
Das Gebäude liegt an der Ecke Jungfernstieg und Große Bleichen. Die Passage durchzieht den Gebäudekomplex und hat einen weiteren Ausgang an der Poststraße gegenüber dem Hanseviertel.

## Geschichte
Ursprünglich stand hier die erste Einkaufspassage in Deutschland, der exklusive und luxuriöse „Sillem’s Bazar“ mit 34 Läden und dem „Hôtel de Russie“.
Nach deren Abriss entstand hier 1881–1883 mit dem Hotel „Hamburger Hof“ das heutige Gebäude aus rotem Mainsandstein, erbaut nach dem Entwurf der Architekten Bernhard Hanssen und Emil Meerwein und mit Bauplastiken von Engelbert Peiffer (1830–1896) ausgestattet. Das Hotel galt als eines der besten Häuser der Stadt und wurde auch für zahlreiche Veranstaltungen und Bälle genutzt. Zu den prominenten Gästen in der Geschichte des Hotels gehören u. a.: 1896 der chinesische Vizekönig Li Hongzhang, im Jahr darauf der thailändische König Chulalongkorn, 1900 Prinz Heinrich von Preußen, 1904 König Eduard VII. von England, und 1912 König Friedrich VIII. von Dänemark.
1917 wurde das Gebäude durch einen Brand beschädigt und zu einem Kontorhaus umgebaut. 1944 wurde das ursprünglich aufwändig gestaltete und reich verzierte Dach mit den Giebeln und Turmspitzen bei Bombenangriffen zerstört und durch ein einfach gestaltetes Dach ersetzt. Zwischen 1976 und 1979 wurde der „Hamburger Hof“ durch den Architekten Hans Joachim Fritz zu einem modernen Bürohaus umgebaut und mit einer Einkaufspassage versehen. Das Dach wurde für eine Büronutzung erneut umgestaltet und mit Kupfer gedeckt. Die Passage wurde 1999/2000 abermals umfangreich verändert. Ab 2025 schließt sich eine erneute fünfjährige Umbauzeit unter Schließung der Ladenpassage im Auftrag des Eigentümers Münchener Rück an. Danach werden sich Läden nur noch im Erdgeschoss befinden.
Heute steht das Gebäude unter Denkmalschutz.